# Zelandochlus latipalpis
Zelandochlus latipalpis är en tvåvingeart som beskrevs av Lars Zakarias Brundin 1966. Zelandochlus latipalpis ingår i släktet Zelandochlus och familjen fjädermyggor. Inga underarter finns listade i Catalogue of Life.